# Molophilus arapahoensis
Molophilus arapahoensis là một loài ruồi trong họ Limoniidae. Chúng phân bố ở miền Tân bắc.